# 西住小次郎
西住 小次郎（にしずみ こじろう、1914年〈大正3年〉1月13日 - 1938年〈昭和13年〉5月17日）は、大日本帝国陸軍の軍人。陸士46期。最終階級は陸軍歩兵大尉。勲五等功四級。熊本県上益城郡甲佐町仁田子出身。
日中戦争（支那事変）における第二次上海事変から徐州会戦に至るまで、八九式中戦車をもって戦車長として活躍。戦死後、軍部から公式に「軍神」として最初に指定された軍人として知られる。

## 来歴・人物

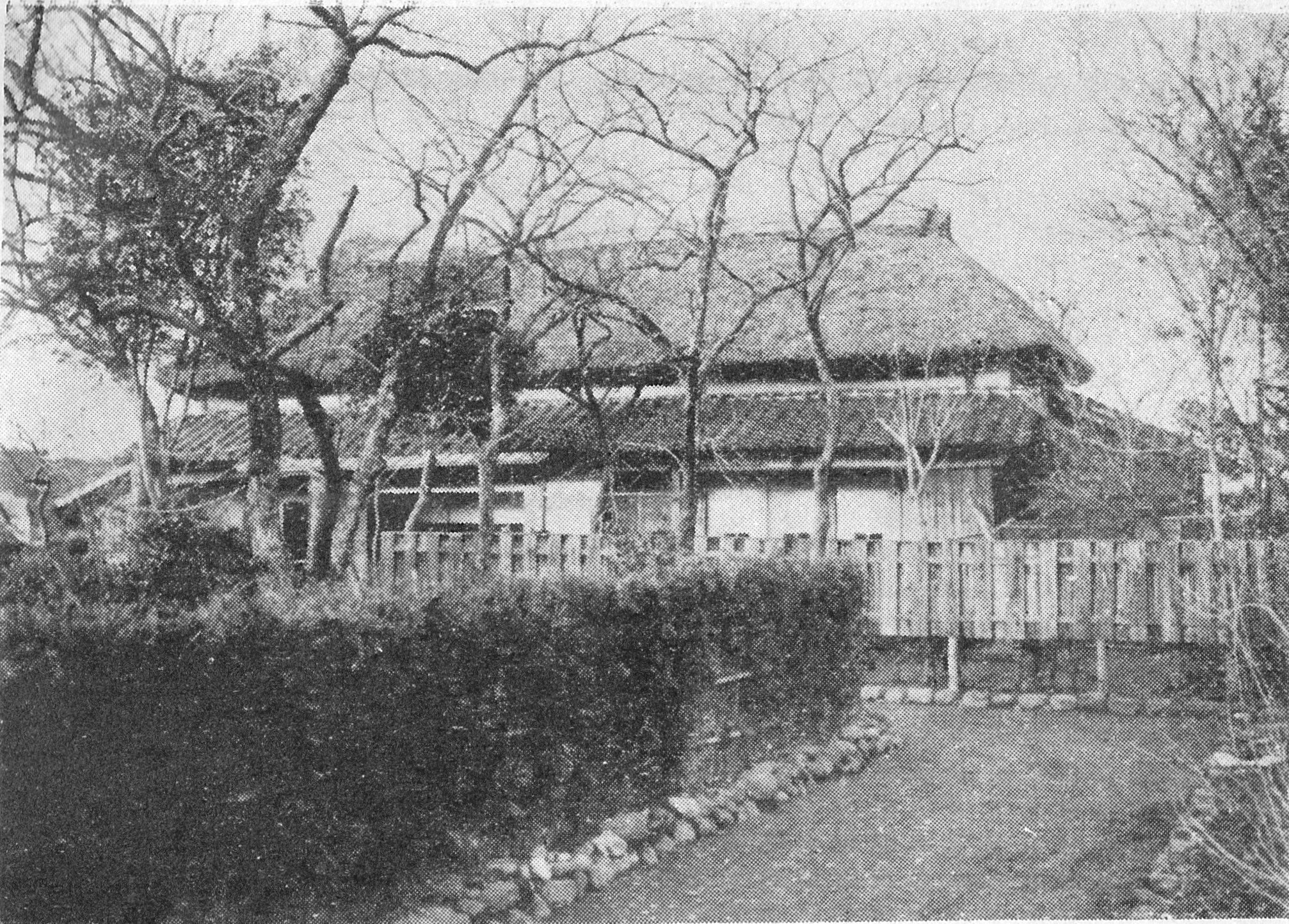
西住の生家

1914年（大正3年）、父三作・母千代の間に、三男四女の二男として生まれた。父三作は退役軍人であり、明治期に陸軍教導団を経て台湾の抗日勢力の鎮圧、日露戦争に参加、曹長から中尉（予備役後大尉に昇進）まで上り詰めた人物だった。また祖父の深九郎は西南戦争に薩軍熊本隊の一員として参加、その後戦友のつてで一番小隊長だった佐々友房の設立した熊本国権党員となり、三作とともに地元の公共事業に尽力していた。こうした環境は幼少期の小次郎に大きな影響を与えており、早くから軍人への道を志していた。
1920年（大正9年）、甲佐尋常小学校に入学。当初胃の病気で体が弱く、1・2年ともに一か月程欠席していたが、成績は優秀であり、1・2年生では二番、3年から6年生は首席だったという。
1926年（大正15年）4月、旧制御船中学校（現：熊本県立御船高等学校）に入学。成績は1年で18番、2年で5番、3年が3番、4年の時は陸軍士官学校入学を優先したため7番だった。また、在学中陸軍幼年学校への入学も希望していたが、視力が弱いため不合格となった。小学校の頃の西住は活発な印象だったが、中学の頃は温和で寡黙な言わば文学少年といった印象であり、当たり前のことを当たり前に淡々と取り組むタイプ、クラスメイトの中ではどちらかと言えば記憶に残らないような存在だった。
4月上旬、陸士に合格。この時、御船中学からは他に赤星繁、西田義晴、甲斐勝衛、西住恵（のち胸膜炎のため退学）、高田増実の5人が同じく陸士に、岡田茂正が海軍機関学校に同時に合格している。在学中は目黒に住む叔父（父の義妹の夫）の陸軍獣医少佐、斉藤清左衛門宅に下宿した。陸士では第1中隊第3区隊（区隊長・岩国泰彦中尉）の配属となる。在学中、中学以来一蓮托生であった無二の親友が病気により失意のうちに退学、さらにルームメイトと実の父を相次いで失うという衝撃的な出来事が相次ぎ、その後の彼の人生に大きな影響を与えた。
1934年（昭和9年）6月の卒業（第46期、兵科：歩兵）後、見習士官として宇都宮歩兵第59連隊附。同年12月には、静岡歩兵第34連隊の陸軍歩兵少尉として満州事変に従軍。これにおいて飛行機とともに戦車の重要性を感じた西住は、内地帰還後、自ら戦車兵への転科を要望した。1936年（昭和11年）1月から習志野戦車第2連隊練習部で戦車兵としての教育を受けた後、同年8月から久留米戦車第1連隊附に転任して陸軍歩兵中尉任官。

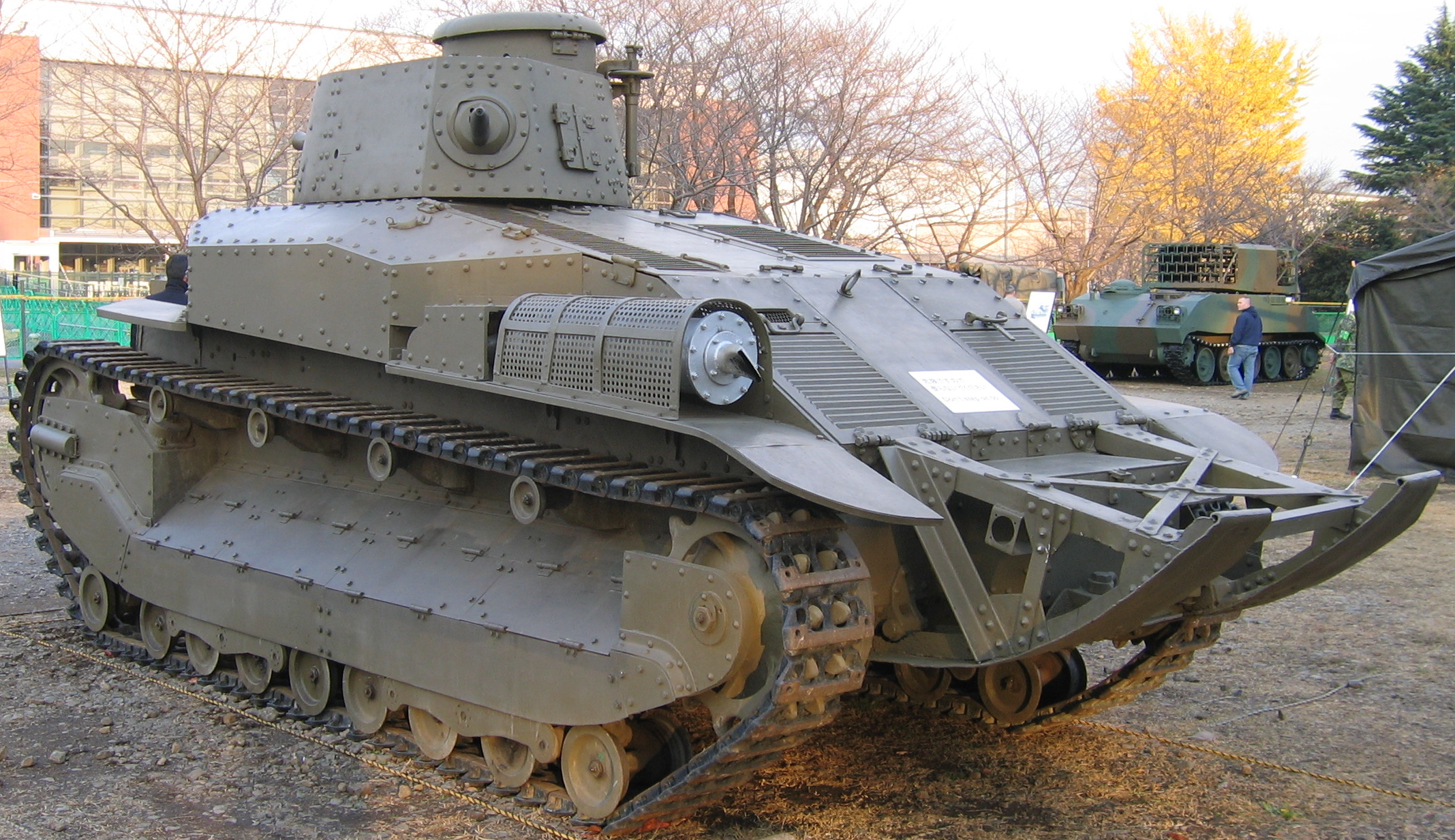
八九式中戦車

翌年の1937年（昭和12年）9月3日、第二次上海事変において戦車第5大隊・第2中隊(長・高橋清伍大尉)配下の戦車小隊長として上海呉淞に上陸、急遽第11師団の歩兵第10旅団を基幹とする天谷支隊歩兵第22連隊に配属された。翌日、同済大学校舎内に進入し敵陣地がある大金家村東方の橋梁を偵察。9月5日、歩兵第22連隊、68連隊を支援し宝山城守備隊（第98師第292旅第583団第3営、長：姚子青中校）と交戦。また、7日には陳家宅付近の戦闘に参加した。
以降、歩兵支援という重要任務で大場鎮の戦い、南翔攻城戦と激戦を戦い抜き、うち5回も重傷を負いながらも、一回も前線を退くことなく、実に計34回の戦闘に参加して武勲を挙げた。また、高橋大尉が負傷した際には、中隊長代理として第2中隊の指揮を務めた。
徐州会戦中の1938年（昭和13年）5月17日午後6時半ごろ、宿県南方の黄大庄付近に於いて、高粱畑をかき分け前進していた一行は、戦車の進路前方にクリークを発見した。西住は、戦車の渡渉可能な場所を探しに下車し単身斥候を行った。そして指揮官旗を水面に突き刺して地点を確認し、高橋中隊長に報告に赴こうとした直後、背後から対岸の中国兵に狙撃された。銃弾は西住の右太腿と懐中時計を貫通し左大腿部の動脈を切断した。
すぐに部下である城秀雄伍長と砲手であり当番兵の高松高雄上等兵が戦車から飛び出して西住を担ぎ込み、また別の戦車2両が前面に出てクリークと西住の間を遮り盾となった。西住は出血多量のために意識朦朧となりながらも、高松上等兵に高橋中隊長へクリークの渡渉可能地点を伝達するよう命じた。部下たちによって自身の戦車の中へと戻された西住は、衛生隊軍医の服部(階級不明)から応急措置を受け止血したが、すでに手遅れであった。自らの最期を悟った西住は、高松ら部下と高橋中隊長、そして内地の家族への別れの言葉を告げ、午後7時30分ごろ、「天皇陛下万歳」の言葉を最後に息を引き取った。
享年24。死後、陸軍歩兵大尉に特進した。

## 軍神・西住小次郎

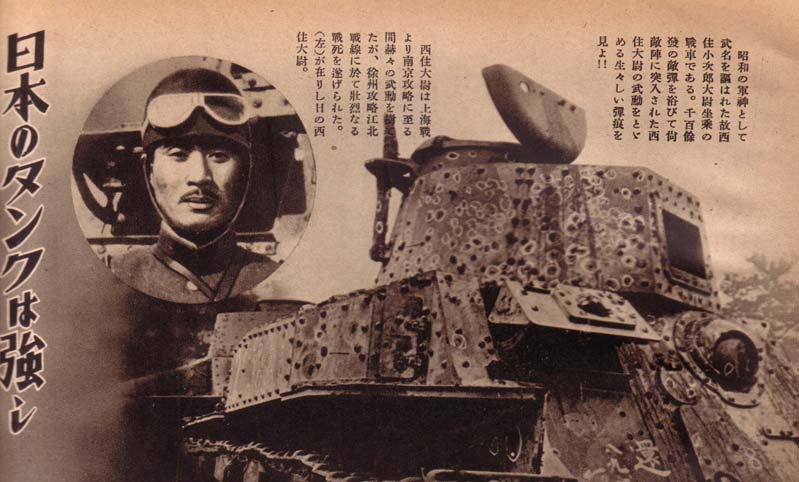
西住とその搭乗車を写した雑誌記事

死後、西住の上官だった細見惟雄大佐は、11月、千葉陸軍戦車学校で行われた講演会で西住について触れた。更に12月17日、陸軍省記者倶楽部詰めの記者を陸軍戦車学校に招き、戦車の演習を見せるとともに、細見大佐が「故西住大尉に就て」と題した講演を行った。細見大佐は、「新聞紙のもつ偉大なる力に依つて、この西住大尉により顕現された軍人精神を全国民に知らしめ、国民精神総動員のために裨益するところあらしめたい」と要請したという。この翌日、まず東京朝日新聞が「昭和の軍神・西住大尉 陸軍全学校教材を飾る偉勲鉄牛部隊の若武者」との見出しを付け、その生涯と戦績について報じた。12月23日に西住の乗車であった戦車が公開され、26日にラジオで細見大佐が西住についてのラジオ講演を行うと報道は過熱化、マスコミは西住のことを一斉に書き立て、軍神と称賛した。背景として、南京、漢口を落としたにも拘らず続く日中戦争で厭戦感が漂い始めた国民に活を入れる材料として使われたとの見方がある。
翌年3月11日、支那事変戦死者第八回論功行賞において西住は「申し分ない典型的武人」「忠烈鬼神を泣かしむる鉄牛隊長」として陸軍報道部によって顕彰され、殊勲甲優賞、功四級金鵄勲章及び勲五等旭日章を授与された。
戦前日本において、日露戦争時の広瀬武夫中佐・橘周太中佐などが既に「軍神」の尊称を受け著名な存在になっていたものの、軍部によって公式に「軍神」として指定されたのは西住が最初であった。以降、西住は「軍神西住戦車長」などと謳われ、広く国民に知られることとなる。
また、西住が乗っていた1,300発にも及ぶ被弾痕の残る八九式中戦車は靖国神社で展示され、大きな話題となった。その他にも、西住をテーマにした小説や戦時歌謡（軍歌）、子供向けの伝記が数多く作られている。特に、軍部の依頼によって書かれた菊池寛による小説『西住戦車長伝』は1939年（昭和14年）、東京日日新聞・大阪毎日新聞に連載されると好評を博し、1940年（昭和15年）には松竹により映画化。監督は吉村公三郎、脚本は野田高梧が担当し、上原謙が西住役として主演している（後述）。また主題歌の『西住戦車隊長の歌』は北原白秋が作詞を、飯田信夫が作曲をそれぞれ担当した。

## 戦歴
- 昭和5年4月 陸軍士官学校予科入学

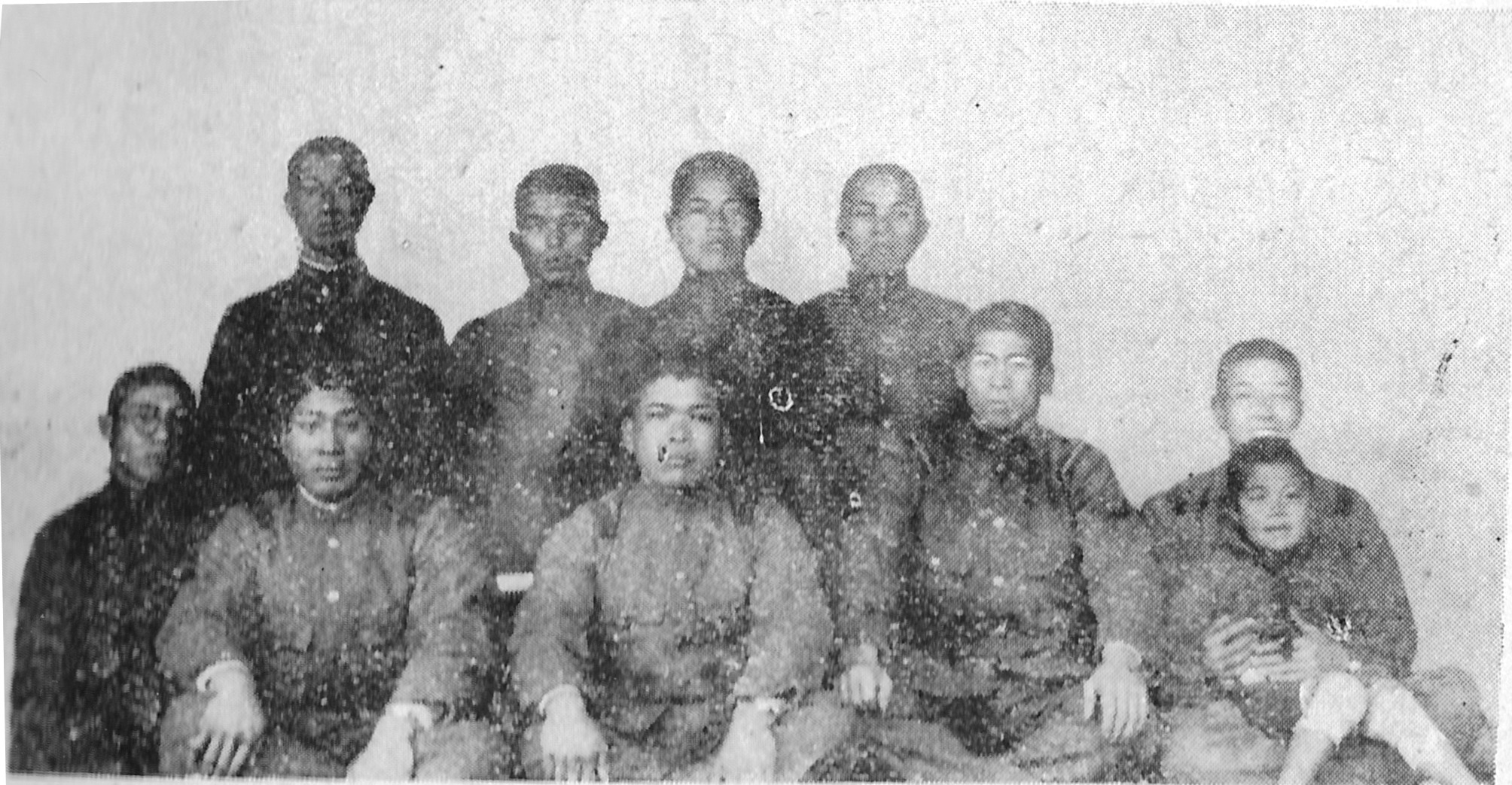
陸士合格直後の西住(前列左)。先輩、友人たちとともに。配属将校の浜田十之助大尉撮影

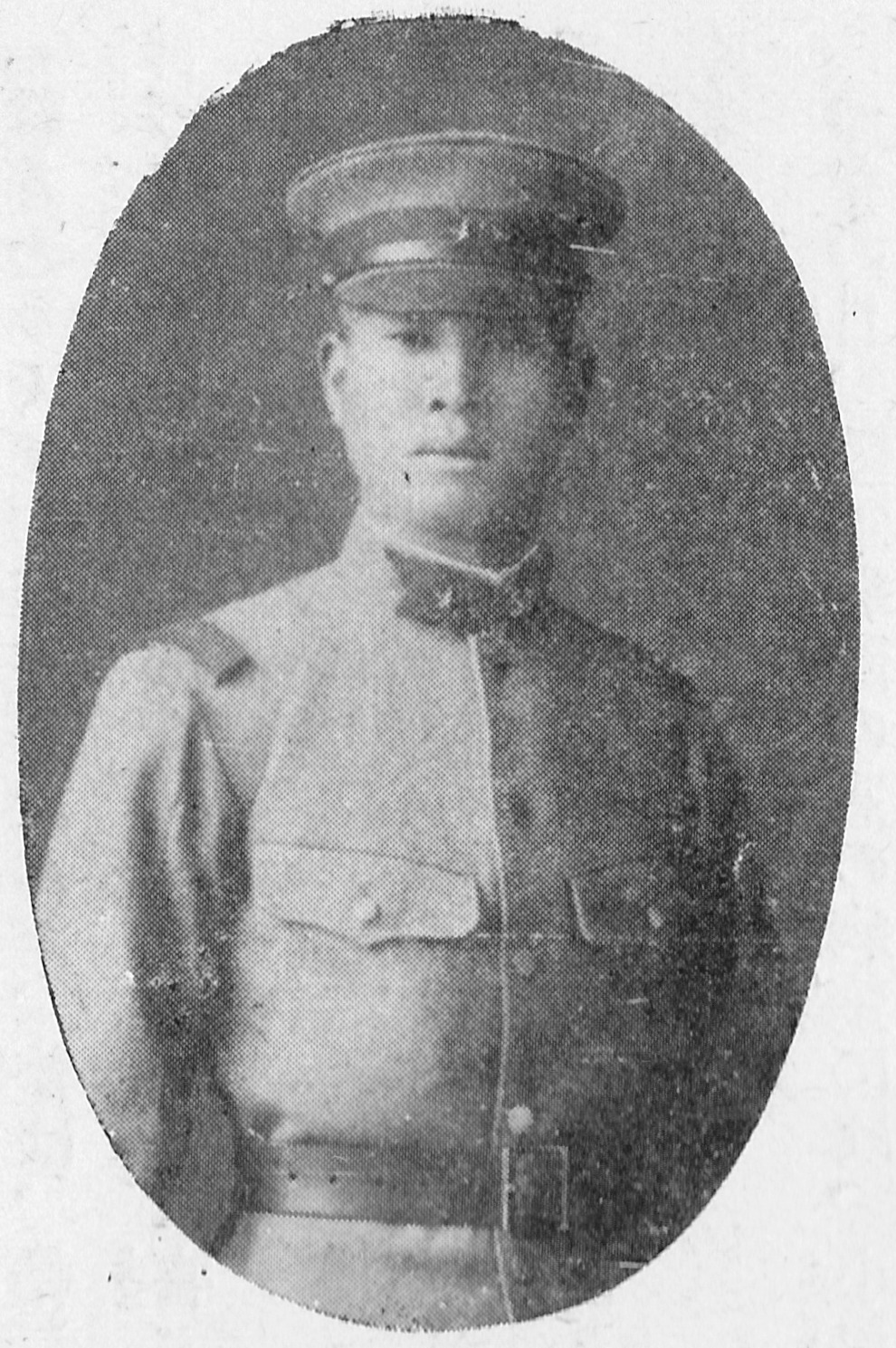
歩兵第59連隊附士官候補生時代

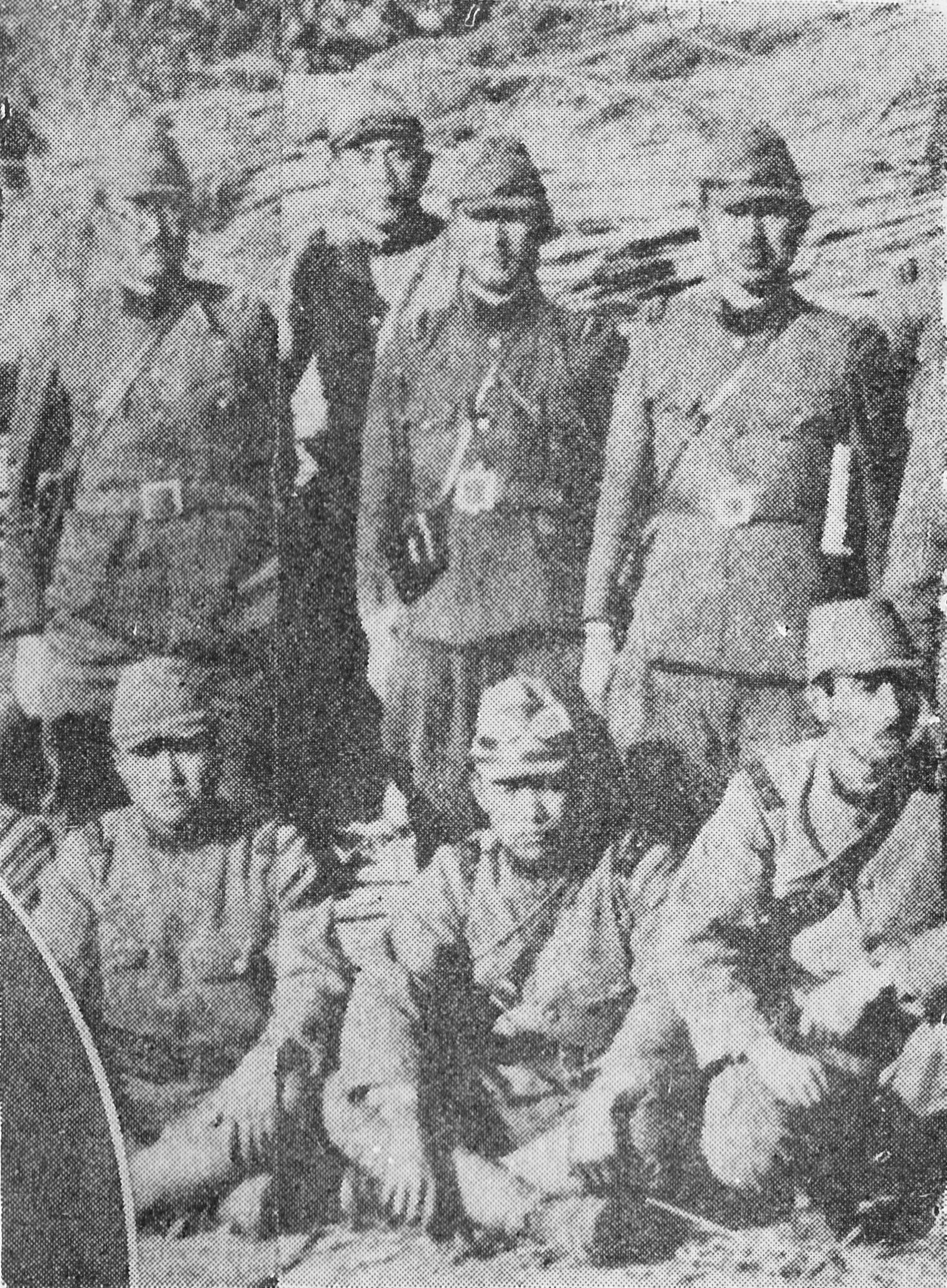
西住最後の記念写真（右から2人目）。左端は細見惟雄中佐。

- 昭和7年3月卒業、士官候補生として歩兵第59連隊附
- 同年9月 陸士本科入校
- 昭和9年3月28日 父・三作死去。享年57
- 同年6月 陸士本科卒業、見習士官として歩兵第59連隊附
- 同年10月 陸軍歩兵少尉任官
- 同年12月 叙正八位。歩兵第34連隊編入、満州治安戦従軍
- 昭和10年12月 凱旋、歩兵第59連隊復帰
- 昭和11年1月 戦車第2連隊練習部入隊
- 同年3月 練習部修業、歩兵第59連隊復帰
- 同年7月 勲六等単光旭日章、及び昭和六年乃至九年事変従軍記章拝受
- 同年8月 戦車第1連隊転任
- 同年10月 陸軍歩兵中尉任官
- 昭和12年8月27日 上海派遣軍として出征
  - 9月3日 上海上陸
  - 9月5日 宝山城付近の戦闘
  - 7日 陳家宅付近の戦闘
  - 8日 周家宅付近の戦闘
  - 9日 唐家宅付近の戦闘（中隊長代理）
  - 10日 顧家宅付近の戦闘（中隊長代理）
  - 11日 月浦鎮付近の戦闘（中隊長代理）
  - 13日 硬橋付近の戦闘（中隊長代理）
  - 14日 淑里橋付近の戦闘（中隊長代理）
  - 15日 南曹付近の戦闘（中隊長代理）
  - 16日 羅店鎮東南端馬道塘付近の戦闘（中隊長代理）
  - 21日 馬橋付近の戦闘
  - 23日 羅店鎮白壁赤屋根付近の戦闘
  - 24日 小堂子付近の戦闘
  - 27日 沈家橋付近の戦闘（中隊長代理）
  - 29日 謝村付近の戦闘（独立小隊長）
  - 30日 刷布宅付近の戦闘
  - 10月1日 東朱宅付近の戦闘（中隊長代理）
  - 5日 郭家宅付近の戦闘
  - 21日 張家楼下宅の戦闘
  - 24日 走馬塘「クリーク」の偵察戦闘
  - 25日 走馬塘「クリーク」の戦闘および揚子涇付近の戦闘
  - 26日 張王家宅および周涇橋付近の戦闘
  - 27日 蘇州河畔に至る追撃戦闘
  - 30日 張仙廟、謝家宅付近の戦闘（中隊長代理）
  - 31日 馬道湾付近の戦闘（中隊長代理）頬と右脚を負傷。銃手の前田秀雄上等兵が戦死。
  - 11月8日 江橋鎮の戦闘
  - 10日 土地堂、城隍橋付近の戦闘
  - 12日～29日 南翔鎮より常州付近に至る追撃戦闘および常熟付近の戦闘（独立小隊長）
  - 30日～12月宜興より南京に至る進撃戦闘中、南京外金陵兵工廠の戦闘（大隊副官代理）
  - 5月1日～4日 南京警備太平府付近の戦闘（独立小隊長）
  - 17日 徐州会戦南平鎮西北方面の戦闘（戦死）
- 3月11日 功四級金鵄勲章追贈

## 人物像

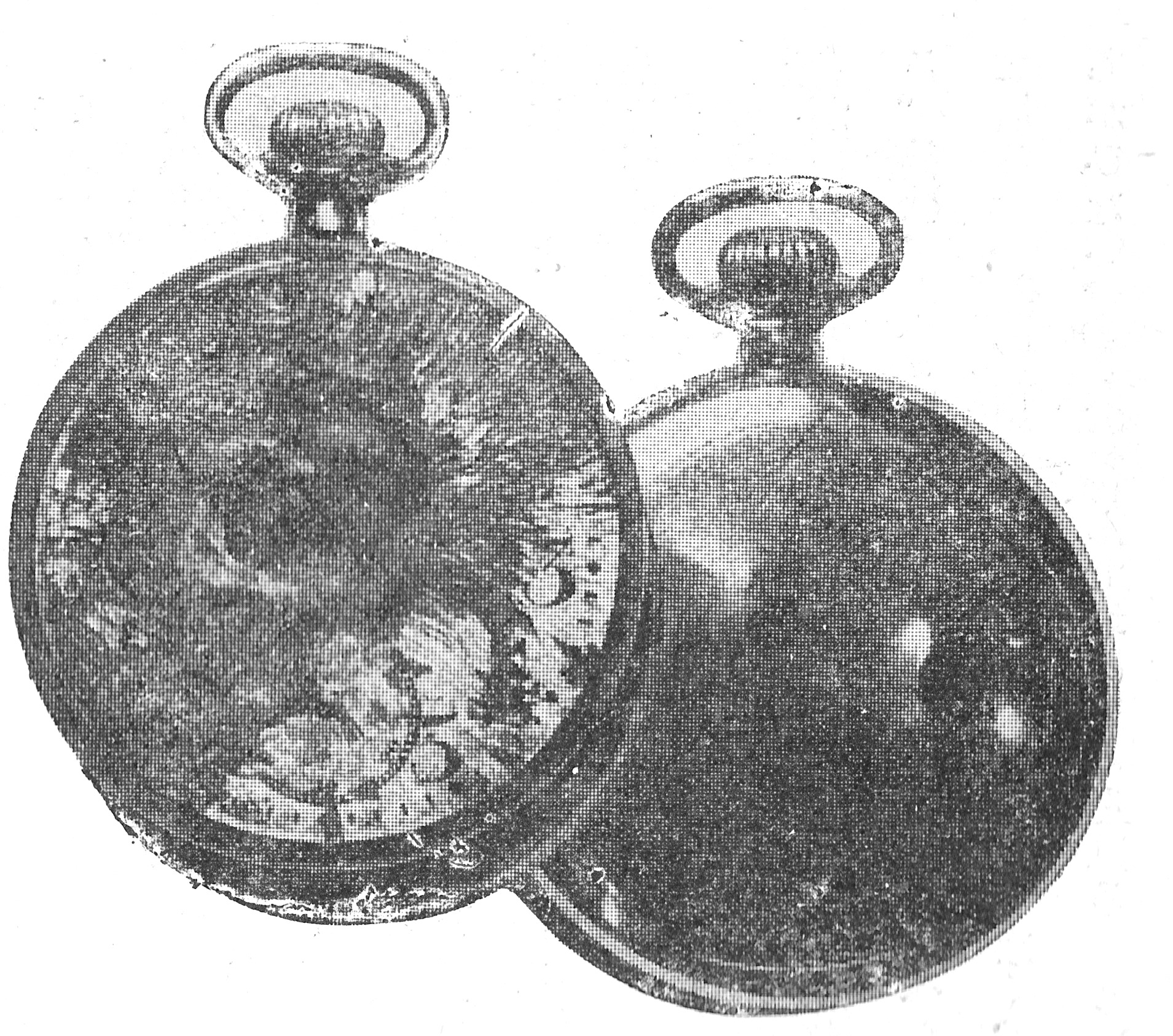
西住のポケットに入っていた懐中時計。血痕が生々しい

- 公私の場を明確にして、軍規には厳しかったが、普段は部下に優しく接していた[9]。
- 常に戦果の報告は控えめであり、部下にも自分の手柄をむやみに語ることは厳しく禁じていた。
- 中学では柔道を行っており四級だった。あまり強くはなかったが、反面持ち前の粘り強さでしつこく向かってきたため、周囲にとっては別の意味で手ごわい相手だったという。だが陸士では剣道重視だったため、柔道を選択したことを後悔したという[10]。
- 幼少期から大変な読書家であり、中学校の頃は図書委員を務めていた。士官学校の頃は上着のポケットに常に英語の本を忍ばせ、また昼食時間や上官退庁後は他の候補生たちが将校集会所で囲碁将棋に興じる中一人図書館に通い、読書に没頭していたという。その中でも特に岡谷繁実の「名将言行録」をよく読んでいた。
- 幼少期のあだ名は「小ジュ」「小ジュさん」、中学時代は「背高ノッポ」「トウボシ柿」「サトガラ」など[10]、士官学校入学以降は、予科では「宣長」本科では「デロ入」だった[11]。
- 中学の頃は英語が得意（逆に不得意なのは物理化学）であり、陸士時代には分厚い解説書を3日間かけて翻訳したことがあった[12]。
- 詩吟や口上が得意で、宴席の場でよく披露しており[13]、日頃も吉田松陰の歌をよく吟じていた。また自分でもしばしば詩を作っていた。
- 宮部鼎蔵、橋本左内、吉田松陰、乃木希典を尊敬していた。特に松陰に関しては陸士時代、暇さえあれば松陰伝を紐解き、従弟を連れて松陰神社に参拝するほどだったという[14]。
- 中学校入学当時の体格検査表によると、身長4尺7寸6分（約1.43m）、体重53kg、視力1.2とあり、4年生のころには当時の平均身長を大きく上回り、1m83cmまで伸びた巨漢となっている[15]。

## 逸話

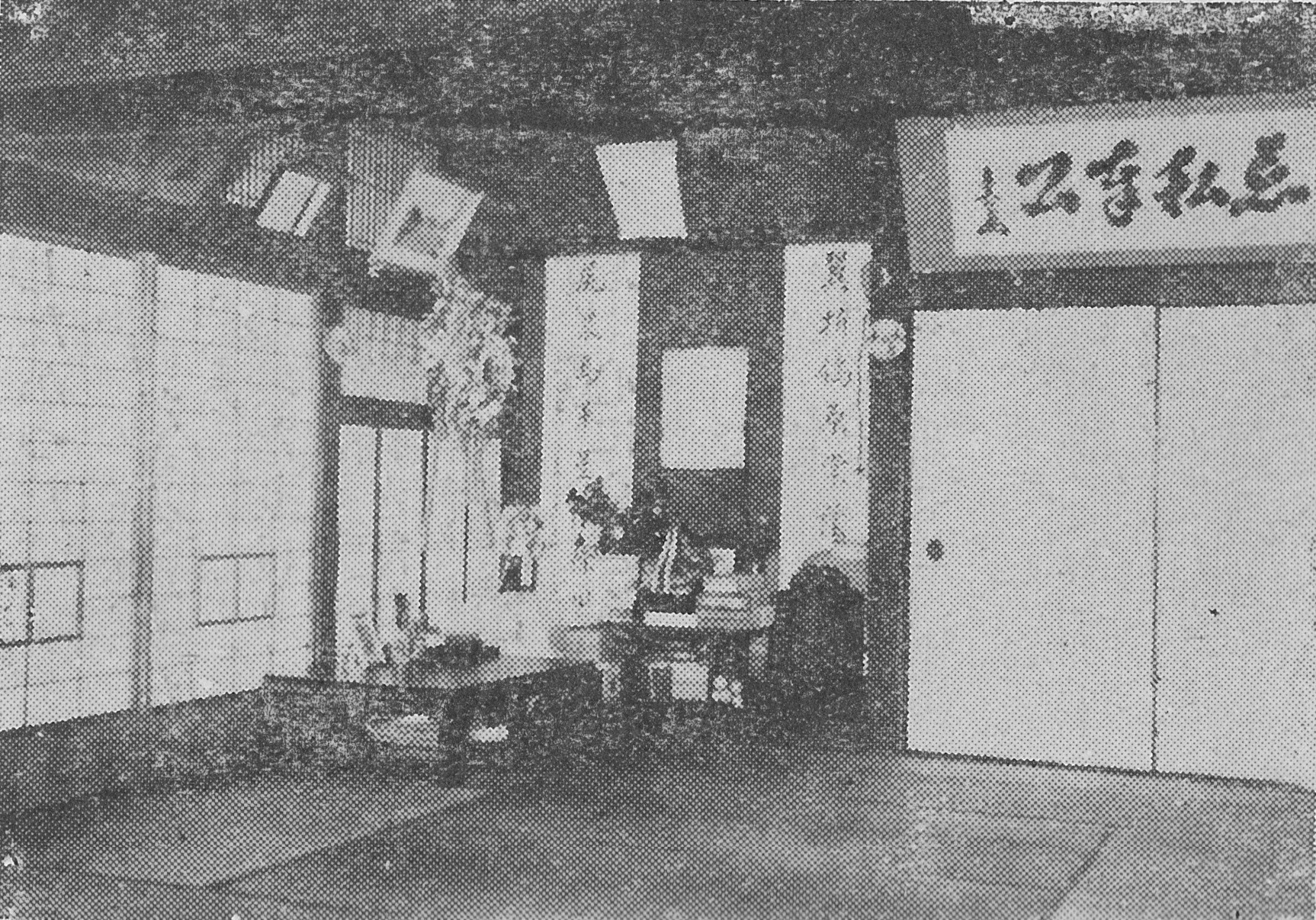
西住の祭壇。扁額の字は荒木貞夫直筆のもの

- 戦死時は鉄兜に革脚絆を履き、指揮官旗と軍刀を持っていた[16]。
- 父・三作はかつて熊本歩兵第23連隊長だった荒木貞夫の部下であり、荒木が師団長に就任した後も親交を続けていた。父は家の座敷に荒木の書いた「滅私奉公」の扁額を飾っており、また西住が陸士に合格した際にも、荒木が保証人となっている[12]。
- 出征の数週間前、軍刀は父が日露戦争で使った遺品を仕込もうと考え、久留米の刀剣師に持って行ったが、鍔元まで刃こぼれがあった為、実戦では使い物にならないと告げられ、結局諦めざるを得なかった[17]。
- 戦闘の合間、西住の部下たちが付近の民家で地元住民の女性が赤ん坊を産もうとしている所に直面した。西住はすぐさま軍医を呼び、出産に立ち会った。産まれた女児に対し、西住は自分が負傷した際に衛生兵からもらった牛乳を与えた。翌朝、見ると赤ん坊は夫に連れられた母親から捨てられ、既に凍え死んでいた。恩知らずだと怒る部下をなだめると、西住は赤ん坊の墓を作った。
- 1938年2月9日、南京にて戦車第5大隊が上海派遣軍司令官・朝香宮鳩彦王の巡閲を受けた際、弾痕の凄まじい西住の戦車を見て驚いた鳩彦王は、「この戦車は、まだ使えるか」と尋ねた。乗務員の位置に直立した西住は恐懼しつつ説明した。2日後母宛に送った手紙で『私自身はもちろん、家門の光栄この上ないことと存じます』と述べている[18]。

## 評価
- 中学当時の教師らは、当時の西住について、「今西住の事を思い出せと言っても、よく云うことを聞いた生徒だったので、取り立てて頭に浮かんでこない、非常に暴れた生徒だとか、また校内切っての秀才とか、そういう生徒は記憶に残るが、何も特徴のない生徒は、ついそのままになる」と述べている[19]。
- 同期生の月岡大尉は、「西住は、真面目にやっとるなと思うたぐらいで一向に目に留まらんかった。だが、彼の親孝行ぶりだけは、誰もが知っていた。」と語っている。また、他の同期生は、「西住には、あいつは好きだが、こいつは嫌いだという区別がない。誰でも、同じように付き合っていた。万人一様だ。だから、西住には敵がいない。西住のどこにそういう魅力があるのかわからないが、みな西住の顔を見ると、気持ちが朗らかになった。」と語っている[20]。
- 太平洋戦争（大東亜戦争）末期、西住と同じ戦車第1連隊の機甲兵将校だった作家司馬遼太郎は、戦後『軍神・西住戦車長』というエッセイを発表し、戦車学校では「一度も西住戦車長の話をきいたことがなかった」、戦車第1連隊でも「逸話さえもつたわっておらず、その名を話題にする者もなかった」と述懐している。また、「西住小次郎が篤実で有能な下級将校であったことは間違いない」と認めつつ、「この程度に有能で篤実な下級将校は、その当時も、それ以後の大東亜戦争にも、いくらでもいた」とし、それにも関わらず西住が軍神になりえた理由を「彼が戦車に乗っていたからである」「軍神を作って壮大な機甲兵団があるかのごとき宣伝をする必要があったのだ」と推察している。

## 家族

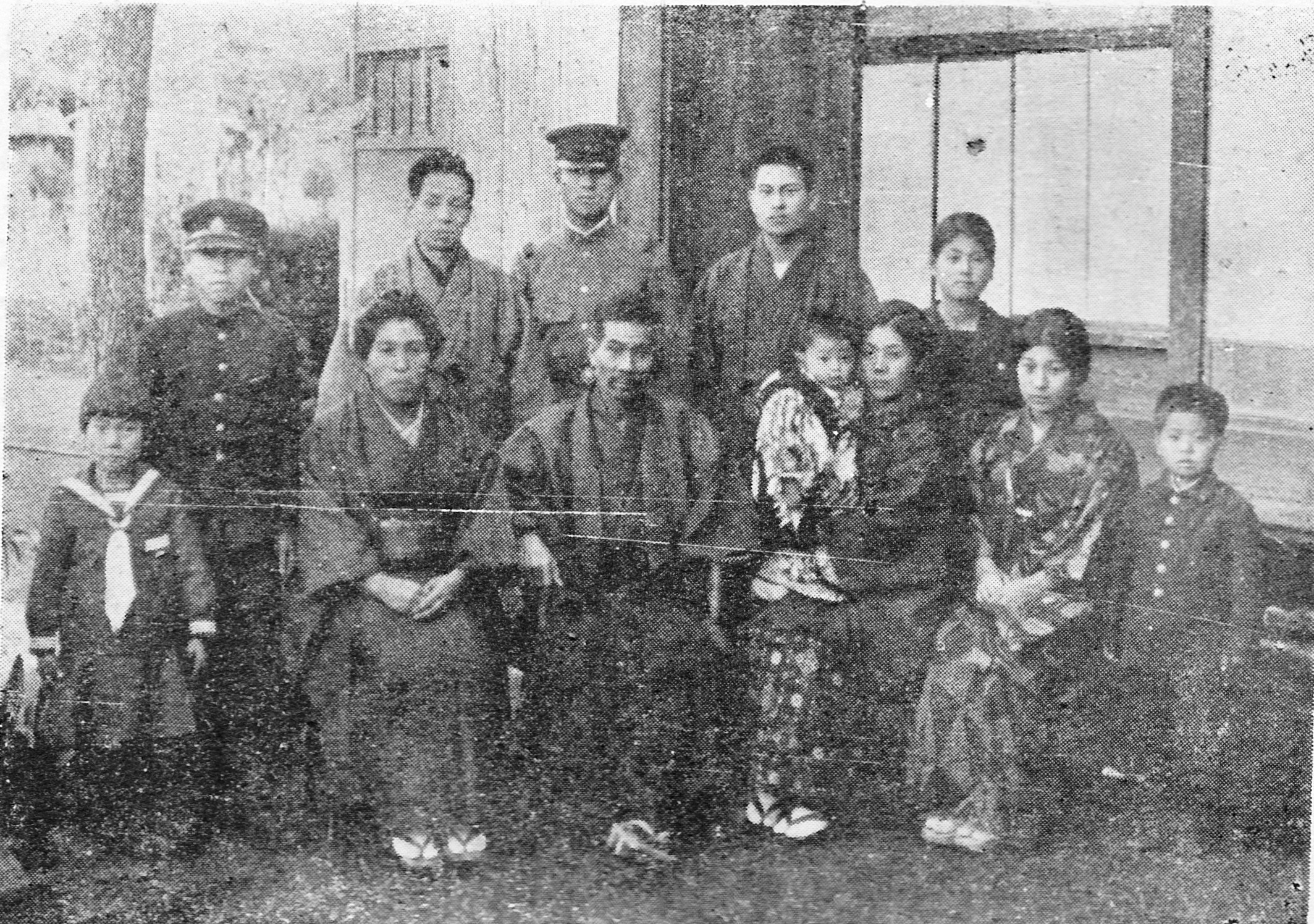
西住(後列中央)とその家族。前列左より孝子、母千代、父三作、代士、次子。一人置いて後列左より敬事、福田弘、小次郎、小太郎、美知子。この後まもなく三作は病死したため、西住家の家族が全員揃った最後の記念写真となった。

親
- 父： 三作
- 母： 千代（旧姓：西澤）

兄弟
- 兄： 小太郎・・・上海特務機関員。
- 弟： 敬事・・・上海特務機関員。

姉妹
- 長姉：代士・・・教師福田弘と結婚。
- 次姉：次子・・・本田進と結婚。
- 長妹：美知子・・・福田清之と結婚。
- 次妹：孝子

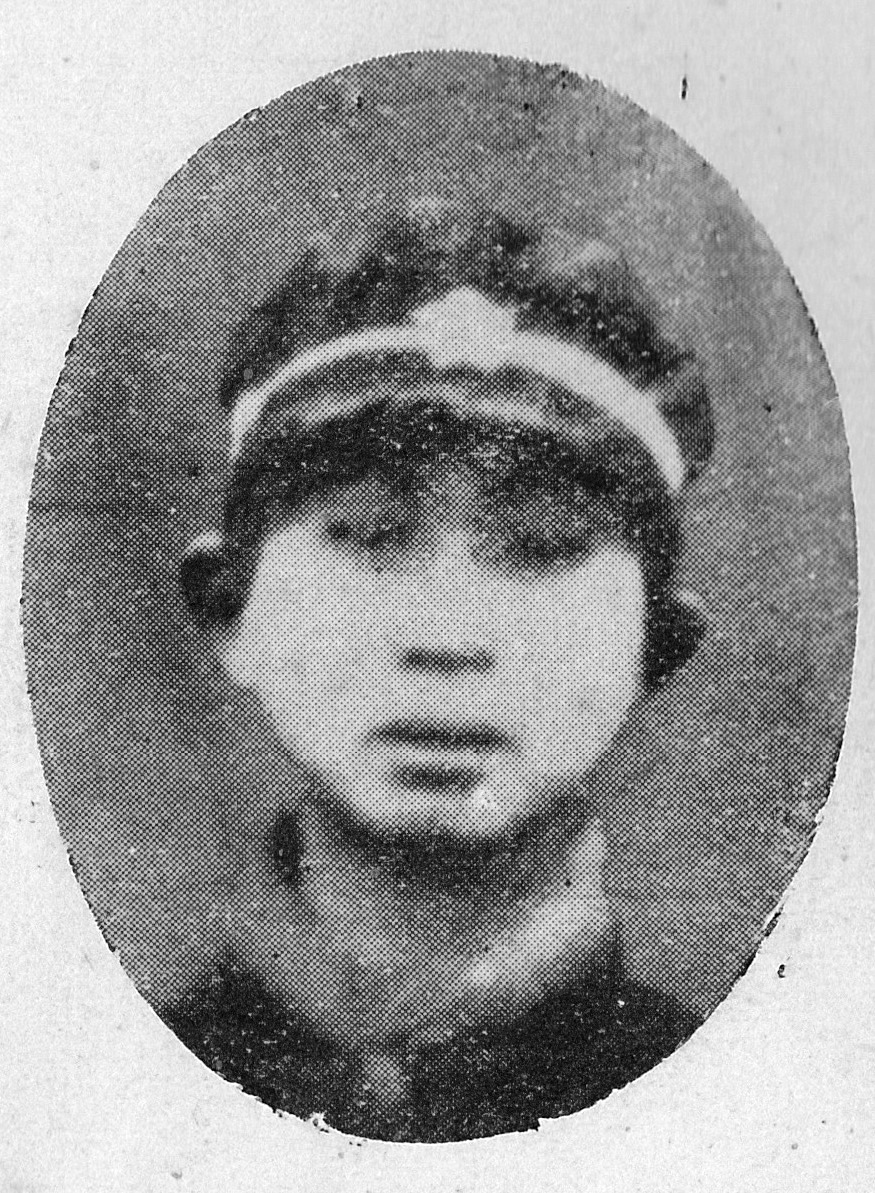
小学校卒業時の西住
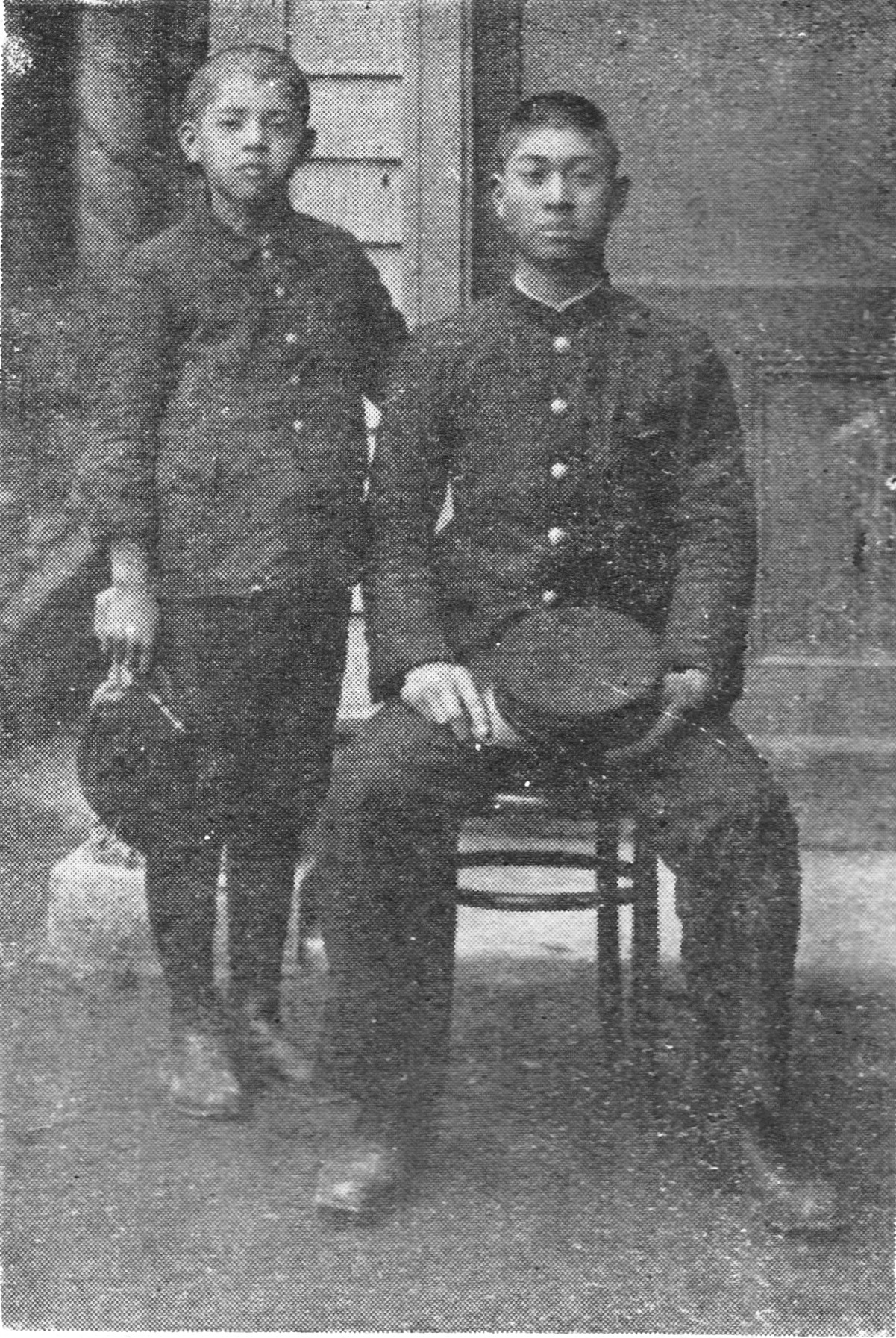
中学4年生時の西住。左は従兄弟の斉藤清一
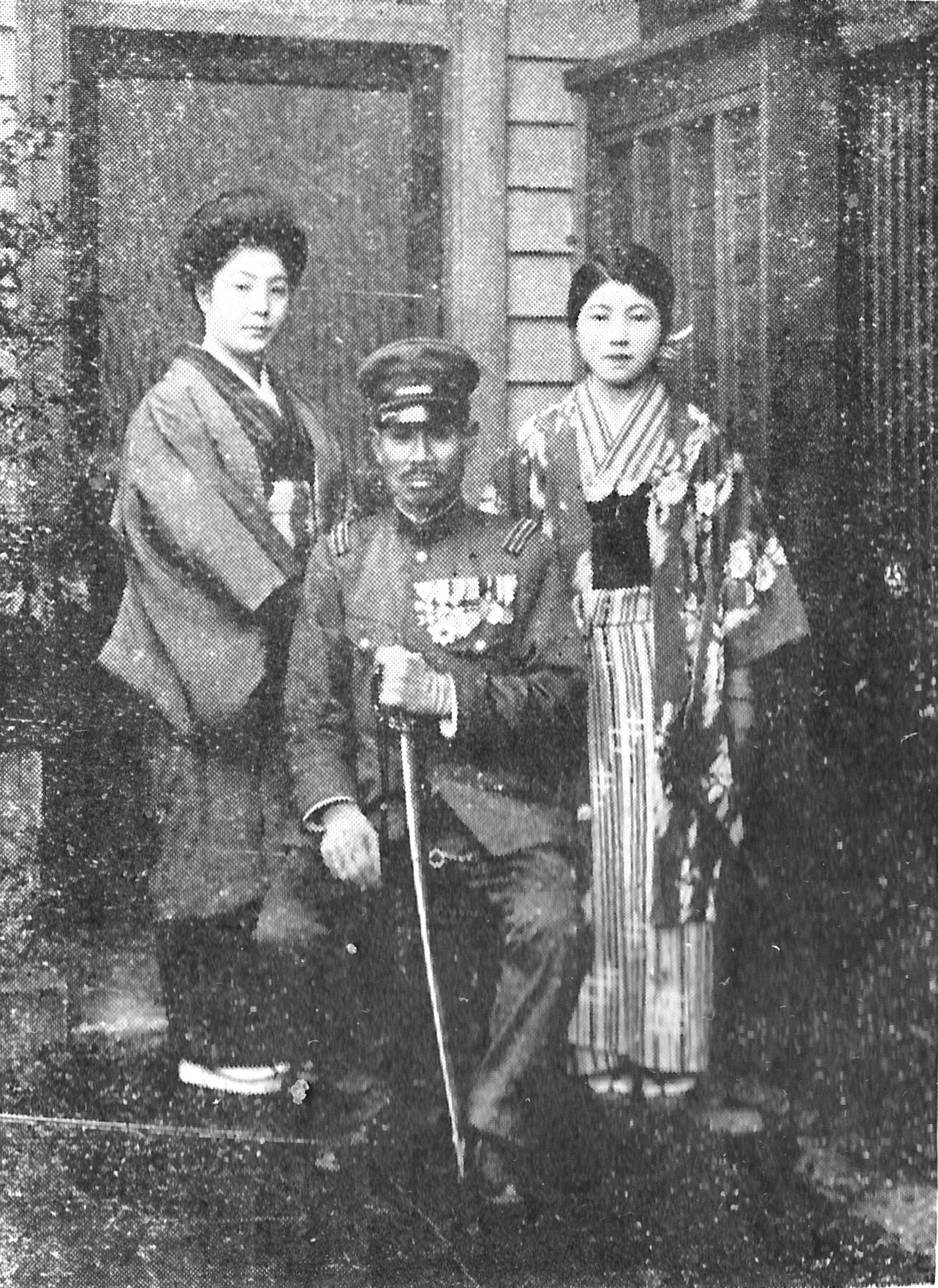
軍服姿の父三作

## 関連人物

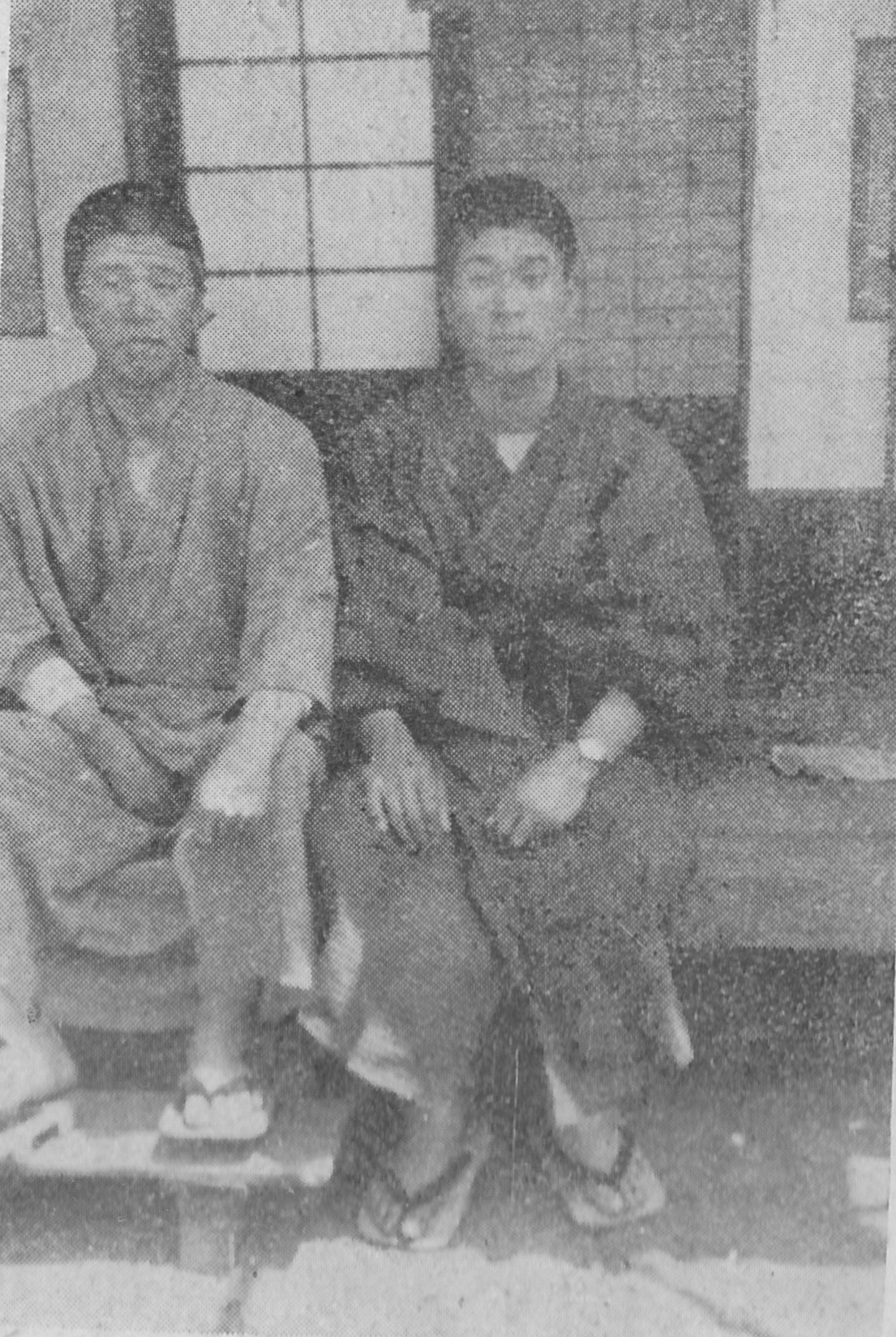
戦車第2連隊練習部在籍中、私服姿でくつろぐ西住(右)。左は同期生の大隈到。

### 細見惟雄
長野県松本市出身。戦車第5大隊長。当時は中佐。西住同様歩兵の出身であり、黎明期の戦車研究に携わった第一人者でもある。その後は戦車第1師団長に就任。最終階級は中将。

### 高橋清伍
新潟県出身（本籍は石川県）。戦車第5大隊第2中隊長。当時は大尉。自身が重傷を負った際は西住を中隊長代理に据えるなど、西住を非常に信頼していた。その後は戦車第6連隊の教育班長を務め、ルソン島の戦いにて連隊長代理で終戦を迎える。最終階級は中佐。

### 高松高雄
佐賀県旧小城郡砥川村(現小城市)出身。1937年1月、17歳にて志願兵として戦車第1連隊に入隊。西住の部下で、主に砲手や銃手を務めた。一時期当番兵も務めたこともある。当時は上等兵。体重90kgという戦車兵に不相応な巨漢でありながらも、西住の右腕として常に彼を支え続けた。西住が撃たれた際は真っ先に駆け寄り、その最期を看取った。その後は大陸での戦闘を転々としたのち、ノモンハン事件に参加。太平洋戦争勃発後は戦車第2師団の所属としてフィリピンに転任した。ルソン島アンティポロ南部にて最前線に立ち、戦車はおろか武器や食料もほぼ失った。8月14日、餓死寸前の状態で突撃玉砕を試みるも失敗し、そのまま翌日上官からポツダム宣言受託を知らされ、連合国側に投降した。マニラの捕虜収容所を経て同年十一月復員。帰国後、長崎県佐世保市松瀬町に移住。長寿を保ち、2003年8月16日付の長崎新聞の取材では、小泉政権の自衛隊イラク派遣に対し、批判的な意見を述べている。
最終階級は軍曹。

### 井手上武夫
西住の部下で、主に操縦手を務めた。炊事係を務めたこともある。当時は伍長。1939年時点では軍曹。その後の消息は不明。

### 松尾
同じく西住の部下で、主に操縦手や砲手を務めた。出身地・本名その他経歴は一切不明。西住が撃たれた際も搭乗車の操縦を担っており、高松とともにその最期を看取った。当時は上等兵。

### 前田秀雄
長崎県出身。同じく西住の部下で、主に銃手を務めた。10月31日の馬道湾付近の戦闘で、車内において腹部に敵弾を受け、西住の目の前で息を引き取った。なお、この際西住も重傷を負っている。戦前に刊行された西住大尉を取り扱った伝記では、戦車の中にいながら敵弾を受けたという結果がプロパガンダにふさわしくないと判断されたのか、いずれでも彼の名前は一切登場しない。最終階級は上等兵。

### 西住恵
西住の中学校来の親友。同姓だが血縁はない。ともに陸士に合格するも、胸膜炎により退学。失意に暮れる彼に、西住は自作の歌を送っている。その後は龍谷大学を経て仏門に入る。西住の死後、遺族に懇願し彼の遺骨を西本願寺に分骨した。

### 野口研司
福岡県旧門司市(現北九州市門司区)出身。元門司港税関職員の貿易商・野口長三郎の次男。陸士において西住のルームメイトだったが、昭和9年1月5日、結核により急死。同時期に自身の父も失った西住は、その寂しさを埋め合わせるためか、長三郎を「お父さん」と呼び慕い、その後も文通を続けた。

### 大隈到
大分県出身。西住の同期生で親友。歩兵第23連隊の所属だったが、満州事変後、西住とともに戦車第2連隊練習部に入隊し、戦車兵将校となる。その後戦車第37連隊長となり、本土決戦に備えるも鹿児島にて終戦を迎える。最終階級は少佐。

## 栄典
- 勲五等双光旭日章（死後追贈）
- 功四級金鵄勲章（死後追贈）

これら2点が現在熊本県護国神社に奉納されており、英霊顕彰館にて一般開放されている。

## その他
- 西住の故郷である甲佐町には彼の銅像があり、毎年命日になると地元の住民たちによって慰霊祭が執り行われている[24]。
- 生前の1937年(昭和12年)11月9日、地元の熊本日日新聞より取材を受けたことがある。去る10月31日の馬道湾付近の戦闘で重症を負っていた西住は、顔半分を包帯で覆い松葉杖を突いて取材に応じ、「あの戦争は実に壮烈でした。敵兵は勇敢に手榴弾を投げ抵抗しました。私も指揮中やられたのであるが、大したことはありません。」と述べた[23]。

## 関連作品
映画
- 『西住戦車長傳』

1939年11月30日封切り。陸軍省後援・文部省推薦。監督は吉村公三郎、脚本は野田高梧が担当し、上原謙が西住役。細見→「細木部隊長」（佐分利信）、高橋→「高梨中隊長」（近衛敏明）など、他の人物は仮名に差し替えられている。山田洋次が当時の松竹大船撮影所所長であった城戸四郎に戦後聞いたところによれば、城戸は本作に乗り気ではなく、新人の吉村を中国ロケに差し向け、陸軍の方は適当にごまかしていたという。吉村も「いわゆる戦意高揚の宣伝映画にしたくなかった。大船調のホーム・ドラマ風にしたかった」と戦後証言している。批評家からの反応は不評であったが、興行はおおむね好調でベストテン2位を収めた。
歌舞伎
1940年3月1日開演の「奉祝紀元二千六百年三月興行東西合同大歌舞伎」（東京劇場）の五部目にて演じられた。脚本は菊池寛が手掛け、「常熟城外の民家」「同翌日の午前七時」「黄大庄附近の戦場」の三部からなる。西住役は二代目 市川 猿之助。
楽曲
いずれも発売は1939年(昭和14年)。
- 『西住戦車隊長の歌』 歌：徳山璉 作詞：北原白秋、作曲：飯田信夫。発売：ビクターレコード。
- 『軍神西住大尉』 歌：ミス・コロムビア／松平晃 作詞：サトウハチロー、作曲：古関裕而。発売：コロムビアレコード。
- 『軍神西住大尉』 歌：霧島昇 作詞：西条八十、作曲：江口夜詩。発売：コロムビアレコード。
- 『軍神西住戦車長』 歌：樋口静雄 作詞：佐藤惣之助、作曲：佐藤長助。発売：キングレコード。
- 『戦車の華』 歌：三門順子 以下同。
- 『聖戦の華』 歌：東海林太郎 作詞：藤田まさと、作曲：紙恭輔。発売：ポリドールレコード。